# Pete Namlook
Peter Kuhlmann (Frankfurt am Main,  25 november 1960 – 8 november 2012) was een Duitse elektronische muzikant die vooral een belangrijke rol speelde in de ontwikkeling van ambient house.
Hij bedacht de naam Namlook door zijn echte achternaam om te draaien en fonetisch te spellen. Naast invloedrijk was Namlook ook buitengewoon productief. Tijdens zijn leven maakte hij meer dan 150 albums. Hij was tevens eigenaar van het Fax +49-69/450464-label. De releases op zijn label werden in zeer gelimiteerde opgaven uitgegeven. Meestal tussen de 500 en 3000 stuks. Hoewel meerdere platen heruitgaven hebben gehad. Hij werkt door de jaren heen met een groot aantal anderen samen. Dit zijn Tetsu Inoue, Maik Maurice, Charles Uzzell-Edwards, DJ Dag, Pascal F.E.O.S., Jonah Sharp, Martin Schopf, Christian Thier, Peter Prochir, Hans Jörg Nonn, Mixmaster Morris, Robert Görl, Alex Azary, Dr. Atmo, Richie Hawtin, Bobby Sattler, Steve Stoll, Move D., Uwe Schmidt, Bill Laswell, Karl Berger, Burhan Öçal, Biosphere, Speedy J, Daniele Gaudi, Higher Intelligence Agency, Ludwig Rehberg, Wolfram Spyra, Hubertus Held, Alban Gerhardt en Klaus Schulze. Pete Namlook stierf onverwacht in 2012 aan een hartaanval.

## Biografie
Namlook studeert in de jaren tachtig aan de Universiteit van Frankfurt. Na zijn afstuderen wordt hij actief in de muziekwereld. Zijn belangrijkste inspiratiebronnen zijn Johann Sebastian Bach, Tangerine Dream, Chopin, Pink Floyd, Brian Eno en Miles Davis. Hij is vanaf 1985 een tijd lid van de experimentele groep Romantic Warrior, waarvan tussen 1985 en 1988 drie albums verschijnen. In 1991 maakt hij de overstap naar de dance. Hij wordt actief als dj en produceert een grote hoeveelheid tranceplaten. Samen met Maik Maurice maakt hij als Pulsation de tranceklassieker Transpulsation (1992) dat op het Harthouse-label verschijnt. In deze periode werkt hij ook aan meerdere projecten met Pascal F.E.O.S. en is hij actief als Escape samen met Dr. Atmo. Voor veel van zijn ambient-producties werkt krijgt nul op het rekest bij de dan actieve platenlabels. Daarom richt hij in 1992 het label Fax +49-69/450464 op, dat ook daadwerkelijk het faxnummer van de organisatie is. De reden hiervan is dat Namlook het artwork van zijn uitgaven niet wil vervuilen met contactgegevens en de fax op dat moment een populair communicatiemiddel is. Hij werkt vanuit zijn woonadres vestigt zich op een locatie op een heuvel in de buurt van Frankfurt. De jaren daarop verschijnen honderden albums op zijn label. Niet in de laatste plaats een groot deel van hemzelf. De hoeveelheid albums die op het label verschijnt is zo groot dat het tot irritatie leidt bij het publiek. Daarom beperkte hij zich in 1996 tot een release per twee weken. Later zakt de frequentie verder terug. Zijn muzikale profiel ligt vanaf dan meer bij de ambient house. Vanaf 1994 is producer Uwe Schmidt verantwoordelijk voor het sublabel Rather Interesting.
De grote hoeveelheid albums die Namlook uitbracht werden gecategoriseerd in bepaalde projecten die ieder een eigen sound of samenwerking met een ander omvatten. Op die manier zijn er meerdere series ontstaan met zijn muziek. In sommige gevallen zijn zijn albums live en ad hoc opgenomen zonder duidelijk idee vooraf. Een voorbeeld is Namlook (1993), dat hij in een avond in een club opneemt. Het album Namlook II (1993) wordt op dezelfde manier opgenomen in de Amsterdamse Melkweg en bevat negen tracks die allen The Dutch Side Of The Milky Way als naam hebben. Hierop zijn ook samples van een Nederlands ANP-bulletin verwerkt dat wordt gepresenteerd door Elzo van Kampen. In 1994 begint hij een samenwerking met de Amerikaanse artiest Bill Laswell. Met hem begon hij de projecten Psychonavigation en Outland waarvan beide meerdere albums werden geproduceerd. Met de Noorse producer Biosphere start hij het project The Fires Of Ork. Op het gelijknamige debuutalbum wordt een sample gebruikt van Rutger Hauer uit de film Blade Runner (1982). In 2000 wordt er een tweede album opgenomen van dit project. Vanaf 1995 werkt hij ook vaak samen met producer Klaus Schulze, een van zijn voorbeelden. Als Schulze zijn album Air II (1994) hoort wordt hij enthousiast over een samenwerking. Ze beginnen eind 1994 aan een serie met de naam Dark Side Of The Moog. Hier zullen uiteindelijk elf delen van verschijnen. Een andere langlopende serie start hij in 1994 met Move D. onder de naam Move D & Namlook. Dit combineert zijn muziek met invloeden uit de jazz. Een opvallende samenwerking is ook het project From Within, met de Canadese producer Richie Hawtin, dat veel invloeden uit de acid house heeft. Met Robert Görl van Deutsch-Amerikanische Freundschaft werkt hij aan het project Elektro. Hiervan verschijnen in 1996 en 1997 twee titelloze albums. Met Maik Maurice blijft hij van 1992 tot 1996 nog trance maken als 4Voice en later in 2000 nog eenmaal als 8Voice. Met Dag Lerner, maakt hij het album Adlernebel van het gelijknamige project. In 2004 werkt hij samen met de Nederlander Speedy J aan het zeer experimentele album pp & nmlk. Alle titels op dit album zijn van klinkers ontdaan.
Vanaf 2000 stopte hij helemaal met optredens. In 2012 weet de organisatie van het Tilburgse festival Incubate hem over te halen weer als dj te komen optreden. Dat maakt hem enthousiast om nieuwe optredens op te pakken. Dat komt er echter niet meer van. Op 8 november van 2012 sterft de dan 51-jarige Namlook aan een hartaanval. Door zijn dood zijn zijn platen, die vaak in kleine oplages verschenen, niet meer leverbaar en worden deze voor grove bedragen verhandeld op discogs. Enkele andere platenlabels besluiten de muzikale erfenis van Pete Namlook over te nemen. In 2013 verschijnt de cd box Die Welt Ist Klang: A Tribute To Pete Namlook, hierop veel onuitgebracht werk en tracks die door producers speciaal als ode aan Pete Namlook zijn gemaakt. De 8 schijfjes tellende box wordt in een kistje verpakt.

## Selectieve discografie

### Albums
- Pete Namlook & Dr. Atmo - Silence (1992)
- Silence - Silence (1992)
- 4Voice - 4Voice (1993)
- Namlook (1993)
- Namlook II (1993)
- Hearts Of Space - Hearts Of Space (1993)
- The Putney - The Putney (1993)
- Sequential - Sequential (1993)
- Hemisphere - Hemisphere (1993)
- 2350 Broadway - 2350 Broadway (1993)
- Deltraxx - Deltraxx (1993)
- Peter Kuhlmann & Jürgen Rehberg – Passion (1993)
- Shades Of Orion - Shades Of Orion (1993)
- Silence - Silence II (1993)
- The Fires Of Ork - The Fires Of Ork (1993)
- Limelight - Limelight (1993)
- Alien Community - Alien Community (1993)
- Dreamfish - Dreamfish (1993)
- Bill Laswell ft. Pete Namlook - Psychonavigation (1994)
- Music For Ballet  (1994)
- Syn – Syn (1994)
- Wandering Soul - Wandering Soul (1994)
- Wechselspannung - Wechselspannung (1994)
- Alien Community - Alien Community II (1994)
- Seasons Greetings - Autumn (1994)
- Seasons Greetings - Spring (1994)
- Seasons Greetings - Winter (1994)
- 2350 Broadway - 2350 Broadway 2 (1994)
- Pete Namlook & Dr. Atmo - Silence 2 (1994)
- Namlook III  (1994)
- Namlook IV (1994)
- Namlook V (1994)
- A New Consciousness - A New Consciousness (1994)
- From Within - From Within (1994)
- Create - Create (1994)
- Air - Air (1994)
- Air - Air II (1994)
- Outland - Outland (1994)
- The Lisa Carbon Trio - Polyester (1994)
- Namlook VI (1994)
- Namlook VII (1994)
- Namlook VIII + IX (1994)
- Psychonavigation - Psychonavigation (1994)
- Pete Namlook & Klaus Schulze - The Dark Side Of The Moog Vol. 1: Wish You Were There (1994)
- Pete Namlook & Klaus Schulze - The Dark Side Of The Moog 2 (1995)
- Pete Namlook & Klaus Schulze - The Dark Side Of The Moog 3 (1995)
- Shades Of Orion - Shades Of Orion II (1995)
- 62 Eulengasse - 62 Eulengasse (1995)
- Wechselspannung - Wechselspannung II (1995)
- The Putney - The Putney (1995)
- Create - Create II (1995)
- The Sunken Road - The Sunken Road (1995)
- Jet Chamber - Jet Chamber (1995)
- From Within - From Within 2 (1995)
- Dreamfish - Dreamfish II (1995)
- Kooler - Kooler (1995)
- Koolfang - Jambient (1995)
- Koolfang - Koolfang II "Gig In The Sky" (1995)
- Psychonavigation - Psychonavigation II (1995)
- A New Consciousness - A New Consciousness II (1995)
- Time2 - Time2 (1995)
- Move D / Namlook - Exploring The Psychedelic Landscape (1996)
- Namlook X (1996)
- Namlook XI (1996)
- Elektro - Elektro (1996)
- Shades Of Orion - Shades Of Orion III (1995)
- Koolfang - Koolfang III • Be Aware  (1996)
- Jet Chamber - Jet Chamber II (1996)
- Atom (1996)
- Amp - Amp (1996)
- Air - Air III (1996)
- Outland - Outland II (1996)
- Pete Namlook & Klaus Schulze - The Dark Side Of The Moog IV (1996)
- Pete Namlook & Klaus Schulze & Bill Laswell - The Dark Side Of The Moog V (1996)
- Electronic Music Center - Zentrum Für Elektronische Musik (1996)
- 2350 Broadway - 2350 Broadwaym3 (1996)
- Ozoona - Ozoona (1996)
- Namlook XII (1997)
- Move D & Namlook - Move D / Namlook II - A Day In The Live! (1997)
- Higher Intelligence Agency* & Pete Namlook - S.H.A.D.O (1997)
- Amp - Amp (Red Stripes On A White Wall) II (1997)
- Pete Namlook & Klaus Schulze - The Dark Side Of The Moog VI (1997)
- Elektro - Elektro II (1997)
- Psychonavigation - Psychonavigation III (1997)
- From Within - From Within 3 (1997)
- Jet Chamber - Jet Chamber III (1997)
- Burhan Öçal & Pete Namlook - Sultan (1997)
- Pete Namlook & Hubertus Held – Pete Namlook / Hubertus Held (1997)
- Silence - Silence III (1998)

- Pete Namlook & Klaus Schulze - The Dark Side Of The Moog VII (1998)
- Virtual Vices - Virtual Vices (1998)
- Lakoff & Igr Ver & Pete Namlook - Planetarium (1998)
- Pete Namlook & Peter Prochir - Miles Apart (1998)
- Silent Music - Silent Music (1998)
- Jet Chamber - Jet Chamber (1998)
- Outland - Outland III (1998)
- Namlook XIII - License To Chill (1998)
- Polytime - Polytime (1998)
- Higher Intelligence Agency & Pete Namlook – S.H.A.D.O 2 (1999)
- Namlook XIV - Solarized (1999)
- Silence - Silence IV (1999)
- Pete Namlook & Klaus Schulze - The Dark Side Of The Moog VIII (1999)
- Psychonavigation - Psychonavigation IV (1999)
- Air - Air IV - Elle A Du Shell (1999)
- New Composers & Pete Namlook - Planetarium 2 (1999)
- Namlook XV - Free Your Mind  (1999)
- Move D & Namlook - Move D / Namlook III - The Retro Rocket  (1999)
- Pete Namlook & Peter Prochir - Possible Gardens (2000)
- Burhan Öçal & Pete Namlook - Sultan Osman (2000)
- Adlernebel - Adlernebel (2000)
- Virtual Vices - Virtual Vices II (2000)
- Jet Chamber - Jet Chamber V (2000)
- Outland - Outland (2000)
- Move D & Namlook - Move D / Namlook IV - The Audiolounge (2000)
- Syn – Syn II (2000)
- The Fires Of Ork - The Fires Of Ork II (2000)
- Pete Namlook & Tetsu Inoue – Shades Of Orion (2000)
- Namlook XVI - New Organic Life (2001)
- Namlook XVII - New Organic Life II (2001)
- Virtual Vices - Virtual Vices III (2001)
- Silence - Silence IV (2001)
- Move D & Namlook - Move D / Namlook V - Wired (2001)
- Move D & Namlook - Move D / Namlook VI - Live In Heidelberg 2001 (2001)
- Pete Namlook & Tetsu Inoue – Shades Of Orion 2 (2002)
- Psychonavigation - Psychonavigation V (2002)
- Virtual Vices - Virtual Vices IV (2002)
- Pete Namlook & Klaus Schulze - The Dark Side Of The Moog IX (2002)
- Move D & Namlook - Move D / Namlook VII - Home Shopping  (2002)
- Namlook XVIII - New Organic Life III (2003)
- Pete Namlook & Tetsu Inoue – Shades Of Orion 3 (2003)
- Burhan Öçal - Pete Namlook - Sultan Orhan (2004)
- Namlook XIX - Music For Urban Meditation (2004)
- Pete Namlook & Jochem Paap - pp • nmlk (2004)
- Pete Namlook & New Composers - Russian Spring (2005)
- Move D & Namlook - Move D • Namlook VIII • The Art Of Love (2005)
- Move D & Namlook - Move D • Namlook IX + Wagons-Lits (2005)
- Pete Namlook & Klaus Schulze - The Dark Side Of The Moog X (2005)
- Pete Namlook & Gaudi - Re:sonate (2006)
- Air - Air V + Jeux Dangereux (2006)
- Virtual Vices - Virtual Vices V (2006)
- Move D & Namlook - Move D / Namlook X - Let The Circle Not Be Broken (2006)
- Move D & Namlook - Move D / Namlook XI - Sons Of Kraut (2006)
- Move D & Namlook - Move D • Namlook XII • Space & Time (2006)
- Namlook XX • Music For Urban Meditation II (2007)
- 2350 Broadway - 2350 Broadway 4 (2007)
- Outland - Outland V (2007)
- Move D & Namlook - Move D • Namlook XIII: Raumland • Exploration (2007)
- Move D & Namlook - Move D • Namlook XIV • Raumland • Montage (2007)
- Move D & Namlook - Move D • Namlook XV: Raumland • Sphäre (2008)
- Namlook XXI: Subconscious Worlds (2008)
- Move D & Namlook - Move D • Namlook XVI Travelling The Silk Route (2008)
- Move D & Namlook - Move D · Namlook XVII + There! (2008)
- Move D & Namlook - Move D • Namlook XVIII: Sexoid (2008)
- Pete Namlook & Klaus Schulze - The Dark Side Of The Moog XI (2008)
- Virtual Vices - Virtual Vices VI (2008)
- Music For Babies (2009)
- Move D & Namlook - The Evolution Of Move D • Namlook (2009)
- Move D & Namlook - Move D · Namlook XX: Taygete (2009)
- Move D & Namlook - Move D · Namlook XIX: Dawning Of A New Decade (2009)
- Pete Namlook & Tetsu Inoue - Time² (2009)
- Namlook & Le Mar* - Namlook • Le Mar (2009)
- Namlook XXIII - Pearl  (2009)
- Namlook XXII • Music For Urban Meditation III (2009)
- Pete Namlook & Tetsu Inoue - 62 Eulengasse (2010)
- Namlook XXV - Permutations (2010)
- Namlook XXIII • Pearl II (2010)
- Namlook & Montanà - Labyrinth (2010)
- Namlook XXIV - Pearl III (2010)
- Move D & Namlook - Move D • Namlook XXI • Stranger I (2010)
- Move D & Namlook - Move D • Namlook XXII: Stranger II  (2010)
- Move D & Namlook - Move D • Namlook XXIII: Stranger III (2010)
- Pete Namlook & Material Object - Elektronik (2011)
- Namlook & Montanà - Labyrinth 2 (2011)
- Namlook & Montanà - Labyrinth 3 (2011)
- Namlook & Montanà - Labyrinth 4 (2011)
- Namlook XXVI • Pearl IV (2011)
- Pete Namlook & Material Object - Elektronik II (2012)
- Namlook & Montanà - Labyrinth (2012)
- Namlook XXVII - Music For Urban Meditation IV (2012)

- Bibliothèque nationale de France: cb17818805k (data)
- Gemeinsame Normdatei: 135061776
- International Standard Name Identifier: 0000 0001 0677 8145
- Library of Congress Control Number: no2006132405
- MusicBrainz: a7e2051b-f66d-4e44-8320-526957d4ec02
- Réseau des bibliothèques de Suisse occidentale: 02-A011600918
- Virtual International Authority File: 79941631
- WorldCat: E39PBJrrqWyPxGDWhgb4BxrjG3